# Catherine Alric

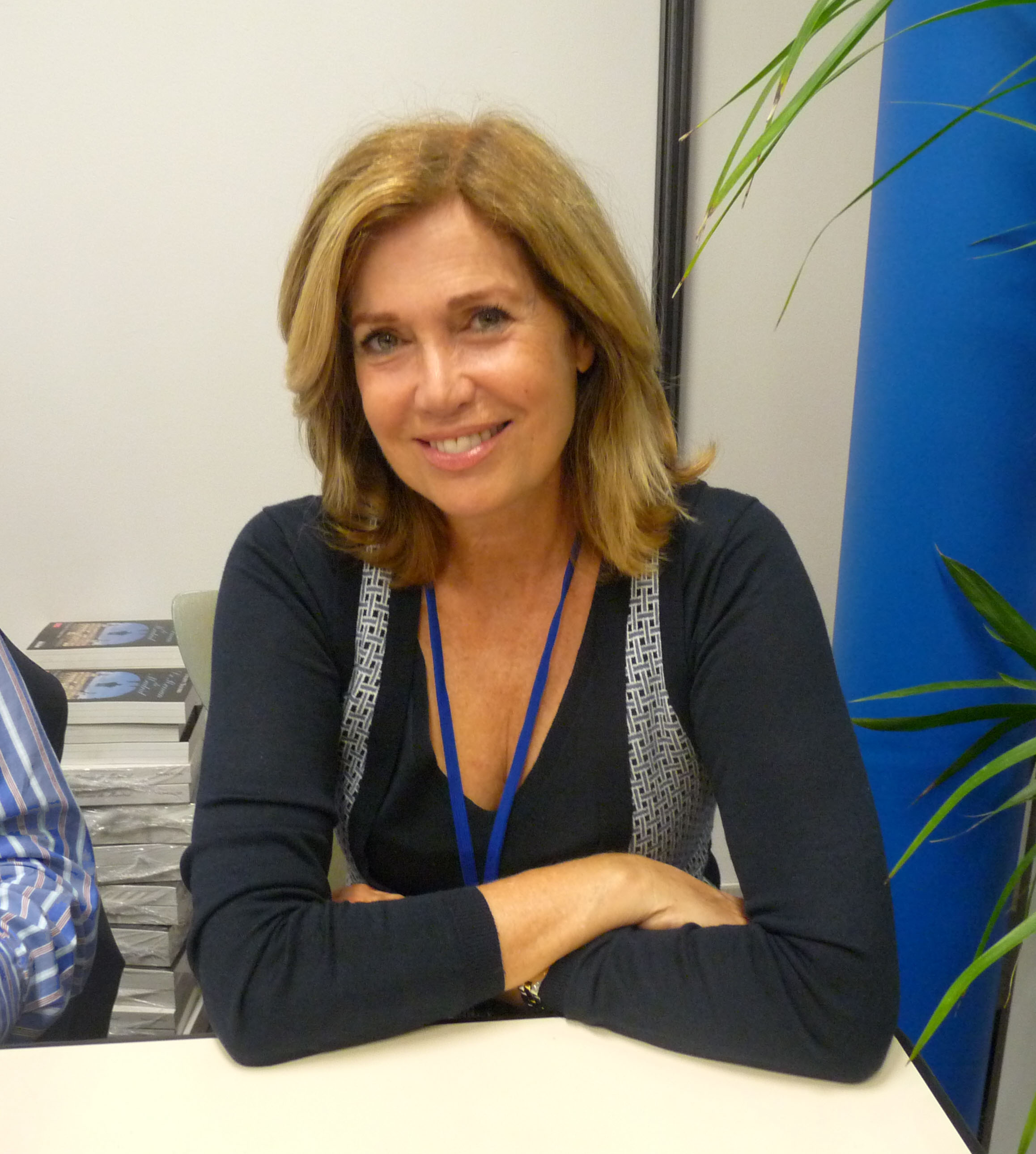
Catherine Alric (2009)

Catherine Alric (* 23. März 1954 in Neuilly-sur-Seine) ist eine französische Schauspielerin.

## Leben
Alric spielte in zahlreichen französischen Filmen der 1970er- und 1980er-Jahre mit. In Deutschland erreichte sie 1983 mit ihrer Rolle in Der Schnüffler größere Bekanntheit.

## Filmografie
- 1975: Der Unverbesserliche (L’Incorrigible)
- 1978: Das Freudenhaus in der Rue Provence (One, Two, Two : 122, rue de Provence)
- 1978: Ein verrücktes Huhn (Tendre poulet)
- 1979: Edouard, der Herzensbrecher (Le cavaleur)
- 1979: Mein Partner Davis (L'associé)
- 1980: Wer hat den Schenkel von Jupiter geklaut? (On a volé la cuisse de Jupiter)
- 1981: La revanche
- 1982: T’empêches tout le monde de dormir
- 1983: Der Schnüffler
- 1985: Liberté, égalité, choucroute
- 1985: Meilensteine des Lebens (Tranches de vie)
- 1987: Das Chaoten-Duo (Arrivederci e grazie)
- 1988: Vater werden ist doch schwer (Les cigognes n’en font qu’à leur tête)
- 1990: Promotion canapé
- 2020: Le mensonge (TV)